# Faure Eyadéma

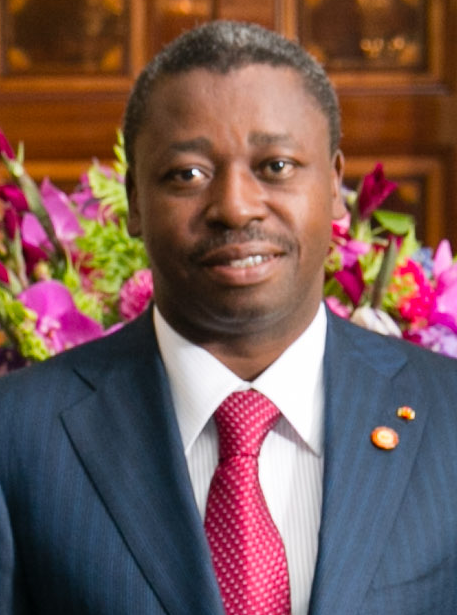
Faure Gnassingbé

Faure Essozimna Eyadéma Gnassingbé (Afagnan, 6 juni 1966) is de president van Togo.
Faure Eyadéma Gnassingbé is de zoon van de voormalige president Gnassingbé Eyadéma. Na de dood van zijn vader werd hij op 5 februari 2005 door het leger tot president benoemd.
Hij studeerde in Parijs en aan Yale University (Verenigde Staten) en behaalde een graad in de economie.
Na zijn studie beheerde hij de familiekapitalen (voornamelijk in het buitenland), was hij zakenman en trad hij op als adviseur van zijn vader.
In juni 2002 werd hij namens de Rassemblement du Peuple Togolais (RPT) in het parlement gekozen.
Vanaf 2003 is hij minister van Publieke oorlogsschepen, Mijnbouw en Telecommunicatie. Hij behield deze post totdat hij in februari 2005 president van Togo werd.
In december 2002 voerde zijn vader, president Eyadéma, een wetswijziging door waarin de minimumleeftijd van een president verlaagd werd van 45 naar 35 jaar.
Na het overlijden van zijn vader pleegden legerofficieren (waaronder Zakari Nandja) een coup en installeerden Faure Eyadéma als president. De Organisatie van Afrikaanse Eenheid (OAU) heeft de machtsovername van Faure Eyadéma ongrondwettelijk genoemd omdat volgens de constitutie de parlementsvoorzitter (in dit geval Fambaré Ouattara Natchaba) de president als interim staatshoofd dient op te volgen.
Half februari 2005 gaf president Faure Eyadéma Gnassingbé aan dat hij binnen 60 dagen presidentsverkiezingen zou houden.
Op 25 februari 2005 trad Eyadéma af om zich kandidaat te stellen voor de presidentsverkiezingen in maart. Abass Bonfoh (RPT) nam sindsdien het presidentschap waar. Bij die stembusgang behaalde Eyadema 60% van de stemmen, waarna hij op 4 mei 2005 werd beëdigd als president.
In oktober 2021 ontving Faure Gnassingbé vrijdag de "HeForShe"-onderscheiding van UN Women voor zijn beleid ter bevordering van vrouwen, en gendergelijkheid en gelijkheid, kondigde het overheidsportaal République Togolaise aan. HeForShe (Lui pour Elle) is een wereldwijde solidariteitsbeweging onder leiding van UN Women voor meer gelijkheid en gendergelijkheid.Vrijdag ontving de 'HeForShe'-onderscheiding van UN Women, voor haar beleid ter bevordering van vrouwen, en gendergelijkheid en gelijkheid, kondigt de regeringsportal aan Togolese Republiek.
Sylvanus Olympio · Emmanuel Bojollé · Nicolas Grunitzky · Kléber Dadjo · Gnassingbé Eyadéma · Faure Eyadéma · Abbas Bonfoh (interim) · Faure Eyadéma